# 2019-es női labdarúgó-világbajnokság (keretek)
Ez a szócikk tartalmazza a 2019-es női labdarúgó-világbajnokságon részt vevő csapatok által nevezett játékosok listáját. Minden csapatnak huszonhárom játékost kellett neveznie 2019. május 24-ig, akik közül háromnak kapusnak kellett lennie. Sérülés esetén lehetőség volt cserére, azonban a cserét legkésőbb a válogatott első mérkőzésének kezdete előtt 24 órával be kellett jelenteni.

## A csoport

### Franciaország
Szövetségi kapitány: Corinne Diacre
| Szám | Poszt | Név                    | Születési dátum / Kor          | Válogatottság | Gólok | Klub                |
| ---- | ----- | ---------------------- | ------------------------------ | ------------- | ----- | ------------------- |
| 1    | K     | Solène Durand          | 1994. november 20. (24 éves)   | 0             | 0     | Guingamp            |
| 2    | V     | Ève Périsset           | 1994. december 24. (24 éves)   | 14            | 0     | Paris Saint-Germain |
| 3    | V     | Wendie Renard          | 1990. július 20. (28 éves)     | 109           | 20    | Olympique Lyon      |
| 4    | V     | Marion Torrent         | 1992. április 17. (27 éves)    | 21            | 0     | Montpellier         |
| 5    | V     | Aïssatou Tounkara      | 1995. március 16. (24 éves)    | 11            | 0     | Atlético Madrid     |
| 6    | KP    | Amandine Henry         | 1989. szeptember 28. (29 éves) | 83            | 11    | Olympique Lyon      |
| 7    | V     | Sakina Karchaoui       | 1996. január 26. (23 éves)     | 24            | 0     | Montpellier         |
| 8    | KP    | Grace Geyoro           | 1997. július 2. (21 éves)      | 21            | 1     | Paris Saint-Germain |
| 9    | CS    | Eugénie Le Sommer      | 1989. május 18. (30 éves)      | 159           | 73    | Olympique Lyon      |
| 10   | V     | Amel Majri             | 1993. január 25. (26 éves)     | 46            | 4     | Olympique Lyon      |
| 11   | CS    | Kadidiatou Diani       | 1995. április 1. (24 éves)     | 46            | 5     | Paris Saint-Germain |
| 12   | CS    | Emelyne Laurent        | 1998. november 4. (20 éves)    | 4             | 0     | Guingamp            |
| 13   | CS    | Valérie Gauvin         | 1996. június 1. (23 éves)      | 18            | 10    | Montpellier         |
| 14   | KP    | Charlotte Bilbault     | 1990. június 5. (29 éves)      | 15            | 0     | Paris FC            |
| 15   | KP    | Élise Bussaglia        | 1985. szeptember 24. (33 éves) | 187           | 29    | Dijon               |
| 16   | K     | Sarah Bouhaddi         | 1986. október 17. (32 éves)    | 140           | 0     | Olympique Lyon      |
| 17   | KP    | Gaëtane Thiney         | 1985. október 28. (33 éves)    | 155           | 58    | Paris FC            |
| 18   | CS    | Viviane Asseyi         | 1993. november 20. (25 éves)   | 31            | 4     | Bordeaux            |
| 19   | V     | Griedge Mbock Bathy    | 1995. február 26. (24 éves)    | 50            | 4     | Olympique Lyon      |
| 20   | CS    | Delphine Cascarino     | 1997. február 5. (22 éves)     | 12            | 1     | Olympique Lyon      |
| 21   | K     | Pauline Peyraud-Magnin | 1992. március 17. (27 éves)    | 1             | 0     | Arsenal             |
| 22   | V     | Julie Debever          | 1988. április 18. (31 éves)    | 2             | 0     | Guingamp            |
| 23   | KP    | Maéva Clémaron         | 1992. november 10. (26 éves)   | 3             | 0     | Fleury 91           |

### Nigéria
Szövetségi kapitány:  Thomas Dennerby
| Szám | Poszt | Név                   | Születési dátum / Kor          | Válogatottság | Gólok | Klub              |
| ---- | ----- | --------------------- | ------------------------------ | ------------- | ----- | ----------------- |
| 1    | K     | Tochukwu Oluehi       | 1987. május 2. (32 éves)       |               |       | Rivers Angels     |
| 2    | KP    | Amarachi Okoronkwo    | 1992. december 12. (26 éves)   |               |       | Nasarawa Amazons  |
| 3    | V     | Osinachi Ohale        | 1991. december 21. (27 éves)   | 26            | 1     | Växjö             |
| 4    | V     | Ngozi Ebere           | 1991. augusztus 5. (27 éves)   | 20            | 1     | Arna-Bjørnar      |
| 5    | V     | Onome Ebi             | 1983. május 8. (36 éves)       | 81            | 0     | Henan Huishang    |
| 6    | KP    | Evelyn Nwabuoku       | 1985. november 14. (33 éves)   | 42            | 3     | Rivers Angels     |
| 7    | CS    | Anam Imo              | 2000. november 30. (18 éves)   |               |       | Rosengård         |
| 8    | CS    | Asisat Oshoala        | 1994. október 9. (24 éves)     | 17            | 11    | Barcelona         |
| 9    | CS    | Desire Oparanozie     | 1993. december 17. (25 éves)   | 35            | 22    | Guingamp          |
| 10   | KP    | Rita Chikwelu         | 1988. március 6. (31 éves)     | 33            | 15    | Kristianstads     |
| 11   | CS    | Chinaza Uchendu       | 1997. december 3. (21 éves)    |               |       | Braga             |
| 12   | CS    | Uchenna Kanu          | 1997. június 27. (21 éves)     | 1             | 0     | Southeastern Fire |
| 13   | KP    | Ngozi Okobi-Okeoghene | 1993. december 14. (25 éves)   | 27            | 4     | Eskilstuna United |
| 14   | V     | Faith Michael         | 1987. február 28. (32 éves)    | 53            | 0     | Piteå             |
| 15   | CS    | Rasheedat Ajibade     | 1999. december 8. (19 éves)    |               |       | Avaldsnes         |
| 16   | K     | Chiamaka Nnadozie     | 2000. december 8. (18 éves)    |               |       | Rivers Angels     |
| 17   | CS    | Francisca Ordega      | 1993. október 19. (25 éves)    | 26            | 7     | Shanghai WFC      |
| 18   | KP    | Halimatu Ayinde       | 1995. május 16. (24 éves)      | 12            | 0     | Eskilstuna United |
| 19   | CS    | Chinwendu Ihezuo      | 1997. április 30. (22 éves)    |               |       | Henan Huishang    |
| 20   | V     | Chidinma Okeke        | 2000. augusztus 11. (18 éves)  |               |       | Robo Queens       |
| 21   | K     | Alaba Jonathan        | 1992. június 1. (27 éves)      |               |       | Bayelsa Queens    |
| 22   | CS    | Alice Ogebe           | 1995. március 30. (24 éves)    | 7             | 0     | Rivers Angels     |
| 23   | KP    | Ogonna Chukwudi       | 1988. szeptember 14. (30 éves) | 20            | 3     | Djurgården        |

### Norvégia
Szövetségi kapitány:  Martin Sjögren
| Szám | Poszt | Név                  | Születési dátum / Kor          | Válogatottság | Gólok | Klub                 |
| ---- | ----- | -------------------- | ------------------------------ | ------------- | ----- | -------------------- |
| 1    | K     | Ingrid Hjelmseth     | 1980. április 10. (39 éves)    | 132           | 0     | Stabæk               |
| 2    | V     | Ingrid Wold          | 1990. január 29. (29 éves)     | 60            | 3     | LSK Kvinner          |
| 3    | V     | Maria Thorisdottir   | 1993. június 5. (26 éves)      | 32            | 1     | Chelsea              |
| 4    | V     | Stine Hovland        | 1991. január 31. (28 éves)     | 7             | 0     | Sandviken            |
| 5    | KP    | Synne Skinnes Hansen | 1995. augusztus 12. (23 éves)  | 14            | 0     | LSK Kvinner          |
| 6    | V     | Maren Mjelde         | 1989. november 6. (29 éves)    | 136           | 19    | Chelsea              |
| 7    | CS    | Elise Thorsnes       | 1988. augusztus 14. (30 éves)  | 116           | 19    | LSK Kvinner          |
| 8    | KP    | Vilde Bøe Risa       | 1995. július 13. (23 éves)     | 19            | 2     | Kopparbergs/Göteborg |
| 9    | CS    | Isabell Herlovsen    | 1988. június 23. (30 éves)     | 126           | 60    | Kolbotn              |
| 10   | KP    | Caroline Hansen      | 1995. február 18. (24 éves)    | 72            | 25    | VfL Wolfsburg        |
| 11   | CS    | Lisa-Marie Utland    | 1992. szeptember 19. (26 éves) | 41            | 14    | Rosengård            |
| 12   | K     | Cecilie Fiskerstrand | 1996. március 20. (23 éves)    | 21            | 0     | LSK Kvinner          |
| 13   | CS    | Therese Åsland       | 1995. augusztus 26. (23 éves)  | 6             | 1     | LSK Kvinner          |
| 14   | KP    | Ingrid Engen         | 1998. április 29. (21 éves)    | 16            | 2     | LSK Kvinner          |
| 15   | CS    | Amalie Eikeland      | 1995. augusztus 26. (23 éves)  | 6             | 0     | Sandviken            |
| 16   | KP    | Guro Reiten          | 1994. július 26. (24 éves)     | 37            | 5     | LSK Kvinner          |
| 17   | KP    | Kristine Minde       | 1992. augusztus 8. (26 éves)   | 97            | 9     | VfL Wolfsburg        |
| 18   | KP    | Frida Maanum         | 1999. július 16. (19 éves)     | 20            | 0     | Linköpings           |
| 19   | V     | Cecilie Kvamme       | 1995. november 9. (23 éves)    | 3             | 0     | Sandviken            |
| 20   | CS    | Emilie Haavi         | 1992. június 16. (26 éves)     | 82            | 16    | LSK Kvinner          |
| 21   | KP    | Karina Sævik         | 1996. március 24. (23 éves)    | 4             | 1     | Kolbotn              |
| 22   | CS    | Emilie Nautnes       | 1999. január 13. (20 éves)     | 6             | 1     | Arna-Bjørnar         |
| 23   | K     | Oda Bogstad          | 1996. április 24. (23 éves)    | 0             | 0     | Arna-Bjørnar         |

### Dél-Korea
Szövetségi kapitány: Yoon Deok-yeo
| Szám | Poszt | Név            | Születési dátum / Kor          | Válogatottság | Gólok | Klub                             |
| ---- | ----- | -------------- | ------------------------------ | ------------- | ----- | -------------------------------- |
| 1    | K     | Kang Ga-ae     | 1990. december 10. (28 éves)   | 13            | 0     | Gumi Sportstoto                  |
| 2    | V     | Lee Eun-mi     | 1988. augusztus 18. (30 éves)  | 87            | 14    | Suwon UDC                        |
| 3    | V     | Jeong Yeong-a  | 1990. december 9. (28 éves)    | 12            | 0     | Gyeongju KHNP                    |
| 4    | V     | Hwang Bo-ram   | 1987. október 6. (31 éves)     | 42            | 0     | Hwacheon KSPO                    |
| 5    | V     | Kim Do-yeon    | 1988. december 7. (30 éves)    | 79            | 1     | Incheon Hyundai Steel Red Angels |
| 6    | V     | Lim Seon-joo   | 1990. november 27. (28 éves)   | 76            | 5     | Incheon Hyundai Steel Red Angels |
| 7    | KP    | Lee Min-a      | 1991. november 8. (27 éves)    | 56            | 14    | INAC Kobe Leonessa               |
| 8    | KP    | Cho So-hyun    | 1988. június 24. (30 éves)     | 120           | 20    | West Ham United                  |
| 9    | KP    | Moon Mi-ra     | 1992. február 28. (27 éves)    | 22            | 11    | Suwon UDC                        |
| 10   | CS    | Ji So-yun      | 1991. február 21. (28 éves)    | 115           | 54    | Chelsea                          |
| 11   | CS    | Jung Seol-bin  | 1990. január 6. (29 éves)      | 74            | 21    | Incheon Hyundai Steel Red Angels |
| 12   | KP    | Kang Yu-mi     | 1991. október 5. (27 éves)     | 25            | 8     | Hwacheon KSPO                    |
| 13   | CS    | Yeo Min-ji     | 1993. április 27. (26 éves)    | 34            | 12    | Suwon UDC                        |
| 14   | V     | Shin Dam-yeong | 1993. október 2. (25 éves)     | 37            | 1     | Incheon Hyundai Steel Red Angels |
| 15   | KP    | Lee Young-ju   | 1992. április 22. (27 éves)    | 28            | 2     | Incheon Hyundai Steel Red Angels |
| 16   | V     | Jang Sel-gi    | 1994. május 31. (25 éves)      | 54            | 11    | Incheon Hyundai Steel Red Angels |
| 17   | CS    | Lee Geum-min   | 1994. április 7. (25 éves)     | 50            | 16    | Gyeongju KHNP                    |
| 18   | K     | Kim Min-jeong  | 1996. szeptember 12. (22 éves) | 2             | 0     | Incheon Hyundai Steel Red Angels |
| 19   | KP    | I Szodam       | 1994. október 12. (24 éves)    | 49            | 5     | Incheon Hyundai Steel Red Angels |
| 20   | V     | Kim Hye-ri     | 1990. június 25. (28 éves)     | 80            | 1     | Incheon Hyundai Steel Red Angels |
| 21   | K     | Jung Bo-ram    | 1991. július 22. (27 éves)     | 3             | 0     | Hwacheon KSPO                    |
| 22   | CS    | Son Hwa-yeon   | 1997. március 15. (22 éves)    | 20            | 7     | Changnyeong                      |
| 23   | KP    | Kang Chae-rim  | 1998. március 23. (21 éves)    | 1             | 0     | Incheon Hyundai Steel Red Angels |

## B csoport

### Kína
Szövetségi kapitány: Jia Xiuquan
| Szám | Poszt | Név           | Születési dátum / Kor          | Válogatottság | Gólok | Klub                      |
| ---- | ----- | ------------- | ------------------------------ | ------------- | ----- | ------------------------- |
| 1    | K     | Xu Huan       | 1999. március 6. (20 éves)     |               |       | Beijing Phoenix           |
| 2    | V     | Liu Shanshan  | 1992. március 16. (27 éves)    |               |       | Beijing Phoenix           |
| 3    | V     | Lin Yuping    | 1992. február 28. (27 éves)    |               |       | Wuhan Jianghan University |
| 4    | KP    | Lou Jiahui    | 1991. május 26. (28 éves)      |               |       | Henan Huishang            |
| 5    | V     | Wu Haiyan     | 1993. február 26. (26 éves)    |               |       | Wuhan Jianghan University |
| 6    | V     | Han Peng      | 1989. december 20. (29 éves)   |               |       | Guangdong Huijun          |
| 7    | KP    | Wang Shuang   | 1995. január 23. (24 éves)     |               |       | Paris Saint-Germain       |
| 8    | V     | Li Jiayue     | 1990. június 8. (28 éves)      |               |       | Shanghai WFC              |
| 9    | CS    | Yang Li       | 1991. január 31. (28 éves)     |               |       | Jiangsu Suning            |
| 10   | CS    | Li Ying       | 1993. január 7. (26 éves)      |               |       | Guangdong Huijun          |
| 11   | CS    | Wang Shanshan | 1990. január 27. (29 éves)     |               |       | Dalian Quanjian           |
| 12   | K     | Peng Shimeng  | 1998. május 12. (21 éves)      |               |       | Jiangsu Suning            |
| 13   | KP    | Wang Yan      | 1991. augusztus 22. (27 éves)  |               |       | Beijing Phoenix           |
| 14   | V     | Wang Ying     | 1997. november 18. (21 éves)   |               |       | Wuhan Jianghan University |
| 15   | CS    | Song Duan     | 1995. augusztus 2. (23 éves)   |               |       | Dalian Quanjian           |
| 16   | KP    | Li Wen        | 1989. február 21. (30 éves)    |               |       | Dalian Quanjian           |
| 17   | KP    | Gu Yasha      | 1990. november 28. (28 éves)   |               |       | Beijing Phoenix           |
| 18   | K     | Bi Xiaolin    | 1989. szeptember 18. (29 éves) |               |       | Dalian Quanjian           |
| 19   | KP    | Tan Ruyin     | 1994. július 17. (24 éves)     |               |       | Guangdong Huijun          |
| 20   | KP    | Zhang Rui     | 1989. január 17. (30 éves)     |               |       | Changchun Zhouyue         |
| 21   | KP    | Yao Wei       | 1997. szeptember 1. (21 éves)  |               |       | Wuhan Jianghan University |
| 22   | V     | Luo Guiping   | 1993. április 20. (26 éves)    |               |       | Guangdong Huijun          |
| 23   | KP    | Liu Yanqiu    | 1995. december 31. (23 éves)   |               |       | Wuhan Jianghan University |

### Németország
Szövetségi kapitány: Martina Voss-Tecklenburg
| Szám | Poszt | Név                | Születési dátum / Kor          | Válogatottság | Gólok | Klub            |
| ---- | ----- | ------------------ | ------------------------------ | ------------- | ----- | --------------- |
| 1    | K     | Almuth Schult      | 1991. február 9. (28 éves)     | 59            | 0     | VfL Wolfsburg   |
| 2    | V     | Carolin Simon      | 1992. november 24. (26 éves)   | 15            | 3     | Olympique Lyon  |
| 3    | V     | Kathrin Hendrich   | 1992. április 6. (27 éves)     | 29            | 4     | Bayern München  |
| 4    | V     | Leonie Maier       | 1992. szeptember 29. (26 éves) | 69            | 10    | Bayern München  |
| 5    | V     | Marina Hegering    | 1990. április 17. (29 éves)    | 3             | 0     | SGS Essen       |
| 6    | KP    | Lena Oberdorf      | 2001. december 19. (17 éves)   | 3             | 0     | SGS Essen       |
| 7    | KP    | Lea Schüller       | 1997. november 12. (21 éves)   | 13            | 8     | SGS Essen       |
| 8    | KP    | Lena Goeßling      | 1986. március 8. (33 éves)     | 105           | 10    | VfL Wolfsburg   |
| 9    | KP    | Svenja Huth        | 1991. január 25. (28 éves)     | 44            | 7     | Turbine Potsdam |
| 10   | KP    | Marozsán Dzsenifer | 1992. április 18. (27 éves)    | 90            | 32    | Olympique Lyon  |
| 11   | KP    | Alexandra Popp     | 1991. április 6. (28 éves)     | 96            | 46    | VfL Wolfsburg   |
| 12   | K     | Laura Benkarth     | 1992. október 14. (26 éves)    | 8             | 0     | Bayern München  |
| 13   | KP    | Sara Däbritz       | 1995. február 15. (24 éves)    | 60            | 10    | Bayern München  |
| 14   | V     | Johanna Elsig      | 1992. november 1. (26 éves)    | 12            | 0     | Turbine Potsdam |
| 15   | V     | Giulia Gwinn       | 1999. július 2. (19 éves)      | 8             | 1     | SC Freiburg     |
| 16   | KP    | Linda Dallmann     | 1994. szeptember 2. (24 éves)  | 21            | 5     | SGS Essen       |
| 17   | KP    | Verena Schweers    | 1989. május 22. (30 éves)      | 44            | 3     | Bayern München  |
| 18   | CS    | Melanie Leupolz    | 1994. április 14. (25 éves)    | 58            | 8     | Bayern München  |
| 19   | CS    | Klara Bühl         | 2000. december 7. (18 éves)    | 2             | 0     | SC Freiburg     |
| 20   | CS    | Lina Magull        | 1994. augusztus 15. (24 éves)  | 31            | 7     | Bayern München  |
| 21   | K     | Merle Frohms       | 1995. január 28. (24 éves)     | 4             | 0     | SC Freiburg     |
| 22   | CS    | Turid Knaak        | 1991. január 24. (28 éves)     | 8             | 1     | SGS Essen       |
| 23   | V     | Sara Doorsoun      | 1991. november 17. (27 éves)   | 25            | 0     | VfL Wolfsburg   |

### Dél-afrikai Köztársaság
Szövetségi kapitány: Desiree Ellis
| Szám | Poszt | Név                 | Születési dátum / Kor          | Válogatottság | Gólok | Klub                             |
| ---- | ----- | ------------------- | ------------------------------ | ------------- | ----- | -------------------------------- |
| 1    | K     | Mapaseka Mpuru      | 1998. április 9. (21 éves)     | 0             | 0     | University of Pretoria           |
| 2    | V     | Lebogang Ramalepe   | 1991. december 3. (27 éves)    | 63            | 1     | MaIndies                         |
| 3    | V     | Nothando Vilakazi   | 1988. október 28. (30 éves)    | 130           | 6     | Gintra Universitetas             |
| 4    | V     | Noko Matlou         | 1985. szeptember 30. (33 éves) | 153           | 61    | MaIndies                         |
| 5    | V     | Janine van Wyk      | 1987. április 17. (32 éves)    | 166           | 11    | JVW                              |
| 6    | KP    | Mamello Makhabane   | 1988. február 24. (31 éves)    | 96            | 18    | JVW                              |
| 7    | KP    | Karabo Dhlamini     | 2001. szeptember 18. (17 éves) | 5             | 0     | Mamelodi Sundowns                |
| 8    | CS    | Ode Fulutudilu      | 1990. február 6. (29 éves)     | 12            | 1     | Málaga                           |
| 9    | CS    | Amanda Mthandi      | 1996. május 23. (23 éves)      | 10            | 2     | University of Johannesburg       |
| 10   | KP    | Linda Motlhalo      | 1998. július 1. (20 éves)      | 43            | 9     | Beijing Phoenix                  |
| 11   | CS    | Thembi Kgatlana     | 1996. május 2. (23 éves)       | 53            | 7     | Beijing Phoenix                  |
| 12   | CS    | Jermaine Seoposenwe | 1993. október 12. (25 éves)    | 74            | 6     | Gintra Universitetas             |
| 13   | V     | Bambanani Mbane     | 1990. március 12. (29 éves)    | 44            | 0     | Bloemfontein Celtic              |
| 14   | V     | Tiisetso Makhubela  | 1997. április 24. (22 éves)    | 2             | 0     | Mamelodi Sundowns                |
| 15   | KP    | Refiloe Jane        | 1992. augusztus 4. (26 éves)   | 105           | 12    | csapat nélkül                    |
| 16   | K     | Andile Dlamini      | 1992. szeptember 2. (26 éves)  | 38            | 0     | Mamelodi Sundowns                |
| 17   | KP    | Leandra Smeda       | 1989. július 22. (29 éves)     | 95            | 10    | Vittsjö                          |
| 18   | V     | Bongeka Gamede      | 1999. május 22. (20 éves)      | 1             | 0     | University of the Western Cape   |
| 19   | KP    | Kholosa Biyana      | 1994. április 16. (25 éves)    | 18            | 1     | University of KwaZulu-Natal      |
| 20   | K     | Kaylin Swart        | 1994. szeptember 30. (24 éves) | 18            | 0     | Golden Stars                     |
| 21   | KP    | Busisiwe Ndimeni    | 1991. június 25. (27 éves)     | 27            | 0     | Tshwane University of Technology |
| 22   | CS    | Rhoda Mulaudzi      | 1989. december 2. (29 éves)    | 23            | 0     | csapat nélkül                    |
| 23   | KP    | Sibulele Holweni    | 2001. április 28. (18 éves)    | 2             | 0     | Sophakama Ladies/HPC             |

### Spanyolország
Szövetségi kapitány: Jorge Vilda
| Szám | Poszt | Név                     | Születési dátum / Kor          | Válogatottság | Gólok | Klub                |
| ---- | ----- | ----------------------- | ------------------------------ | ------------- | ----- | ------------------- |
| 1    | K     | Dolores Gallardo        | 1993. június 10. (25 éves)     | 29            | 0     | Atlético Madrid     |
| 2    | V     | Celia Jiménez           | 1995. június 20. (23 éves)     | 22            | 0     | Reign FC            |
| 3    | V     | Leila Ouahabi           | 1993. március 22. (26 éves)    | 27            | 1     | Barcelona           |
| 4    | V     | Irene Paredes           | 1991. július 4. (27 éves)      | 62            | 8     | Paris Saint-Germain |
| 5    | V     | Ivana Andrés            | 1994. július 13. (24 éves)     | 21            | 0     | Levante             |
| 6    | KP    | Maria Victoria Losada   | 1991. március 5. (28 éves)     | 62            | 13    | Barcelona           |
| 7    | KP    | Marta Corredera         | 1991. augusztus 8. (27 éves)   | 67            | 5     | Levante             |
| 8    | V     | Marta Torrejón          | 1990. február 27. (29 éves)    | 86            | 9     | Barcelona           |
| 9    | CS    | Mariona Caldentey       | 1996. március 19. (23 éves)    | 21            | 2     | Barcelona           |
| 10   | CS    | Jennifer Hermoso        | 1990. május 9. (29 éves)       | 67            | 28    | Atlético Madrid     |
| 11   | KP    | Alexia Putellas         | 1994. február 4. (25 éves)     | 66            | 13    | Barcelona           |
| 12   | KP    | Patricia Guijarro       | 1998. május 17. (21 éves)      | 17            | 3     | Barcelona           |
| 13   | K     | Sandra Paños            | 1992. november 4. (26 éves)    | 29            | 0     | Barcelona           |
| 14   | KP    | Virginia Torrecilla     | 1994. szeptember 4. (24 éves)  | 54            | 6     | Montpellier         |
| 15   | KP    | Silvia Meseguer         | 1989. március 12. (30 éves)    | 65            | 5     | Atlético Madrid     |
| 16   | V     | María Pilar León        | 1995. június 13. (23 éves)     | 24            | 0     | Barcelona           |
| 17   | CS    | Lucía García            | 1998. július 14. (20 éves)     | 14            | 0     | Athletic Bilbao     |
| 18   | KP    | Aitana Bonmatí          | 1998. január 18. (21 éves)     | 13            | 1     | Barcelona           |
| 19   | KP    | Amanda Sampedro         | 1993. június 26. (25 éves)     | 46            | 11    | Atlético Madrid     |
| 20   | V     | Andrea Pereira          | 1993. szeptember 19. (25 éves) | 26            | 0     | Barcelona           |
| 21   | KP    | Andrea Falcón           | 1997. február 28. (22 éves)    | 7             | 1     | Atlético Madrid     |
| 22   | CS    | Nahikari García         | 1997. március 10. (22 éves)    | 8             | 1     | Real Sociedad       |
| 23   | K     | María Asunción Quiñones | 1996. október 29. (22 éves)    | 3             | 0     | Real Sociedad       |

## C csoport

### Ausztrália
Szövetségi kapitány: Ante Milicic
| Szám | Poszt | Név                  | Születési dátum / Kor          | Válogatottság | Gólok | Klub              |
| ---- | ----- | -------------------- | ------------------------------ | ------------- | ----- | ----------------- |
| 1    | K     | Lydia Williams       | 1988. május 13. (31 éves)      | 78            | 0     | Reign FC          |
| 2    | V     | Gema Simon           | 1990. július 19. (28 éves)     | 11            | 0     | Newcastle Jets    |
| 3    | KP    | Aivi Luik            | 1985. március 18. (34 éves)    | 21            | 0     | Levante           |
| 4    | V     | Clare Polkinghorne   | 1989. február 1. (30 éves)     | 117           | 9     | Houston Dash      |
| 5    | V     | Laura Alleway        | 1989. november 28. (29 éves)   | 60            | 2     | Melbourne Victory |
| 6    | KP    | Chloe Logarzo        | 1994. december 22. (24 éves)   | 38            | 6     | Washington Spirit |
| 7    | V     | Steph Catley         | 1994. január 26. (25 éves)     | 72            | 2     | Reign FC          |
| 8    | KP    | Elise Kellond-Knight | 1990. augusztus 10. (28 éves)  | 106           | 1     | Reign FC          |
| 9    | CS    | Caitlin Foord        | 1994. november 11. (24 éves)   | 72            | 16    | Portland Thorns   |
| 10   | KP    | Emily van Egmond     | 1993. július 12. (25 éves)     | 86            | 18    | Orlando Pride     |
| 11   | CS    | Lisa De Vanna        | 1984. november 14. (34 éves)   | 148           | 47    | Sydney WFC        |
| 12   | K     | Teagan Micah         | 1997. október 20. (21 éves)    | 0             | 0     | UCLA Bruins       |
| 13   | KP    | Tameka Yallop        | 1991. június 16. (27 éves)     | 79            | 10    | Klepp             |
| 14   | V     | Alanna Kennedy       | 1995. január 21. (24 éves)     | 78            | 7     | Orlando Pride     |
| 15   | CS    | Emily Gielnik        | 1992. május 13. (27 éves)      | 29            | 7     | Melbourne Victory |
| 16   | CS    | Hayley Raso          | 1994. szeptember 5. (24 éves)  | 35            | 3     | Portland Thorns   |
| 17   | CS    | Mary Fowler          | 2003. február 14. (16 éves)    | 4             | 0     | Bankstown City    |
| 18   | K     | Mackenzie Arnold     | 1994. február 25. (25 éves)    | 23            | 0     | Brisbane Roar     |
| 19   | KP    | Katrina Gorry        | 1992. augusztus 13. (26 éves)  | 74            | 14    | Brisbane Roar     |
| 20   | CS    | Sam Kerr             | 1993. szeptember 10. (25 éves) | 77            | 31    | Chicago Red Stars |
| 21   | V     | Ellie Carpenter      | 2000. április 28. (19 éves)    | 32            | 1     | Portland Thorns   |
| 22   | KP    | Amy Harrison         | 1996. április 21. (23 éves)    | 10            | 0     | Washington Spirit |
| 23   | V     | Teigen Allen         | 1994. február 12. (25 éves)    | 40            | 0     | Melbourne Victory |

### Brazília
Szövetségi kapitány: Vadão
| Szám | Poszt | Név              | Születési dátum / Kor         | Válogatottság | Gólok | Klub                             |
| ---- | ----- | ---------------- | ----------------------------- | ------------- | ----- | -------------------------------- |
| 1    | K     | Bárbara          | 1988. július 4. (30 éves)     |               |       | Kindermann                       |
| 2    | V     | Poliana          | 1991. február 6. (28 éves)    |               |       | São José                         |
| 3    | V     | Érika            | 1988. február 4. (31 éves)    |               |       | Corinthians                      |
| 4    | V     | Tayla            | 1992. május 9. (27 éves)      |               |       | Benfica                          |
| 5    | KP    | Thaísa           | 1988. december 17. (30 éves)  |               |       | Milan                            |
| 6    | V     | Tamires          | 1987. október 10. (31 éves)   |               |       | Fortuna Hjørring                 |
| 7    | CS    | Andressa Alves   | 1992. november 10. (26 éves)  |               |       | Barcelona                        |
| 8    | KP    | Formiga          | 1978. március 3. (41 éves)    |               |       | Paris Saint-Germain              |
| 9    | CS    | Debinha          | 1991. október 20. (27 éves)   |               |       | North Carolina Courage           |
| 10   | CS    | Marta            | 1986. február 19. (33 éves)   |               |       | Orlando Pride                    |
| 11   | CS    | Cristiane        | 1985. május 15. (34 éves)     |               |       | São Paulo                        |
| 12   | K     | Aline Reis       | 1989. április 15. (30 éves)   |               |       | Granadilla                       |
| 13   | V     | Letícia Santos   | 1994. december 2. (24 éves)   |               |       | SC Sand                          |
| 14   | V     | Kathellen        | 1996. április 26. (23 éves)   |               |       | Bordeaux                         |
| 15   | V     | Camila Martins   | 1994. október 10. (24 éves)   |               |       | Orlando Pride                    |
| 16   | CS    | Beatriz          | 1993. december 17. (25 éves)  |               |       | Incheon Hyundai Steel Red Angels |
| 17   | KP    | Andressinha      | 1995. május 1. (24 éves)      |               |       | Portland Thorns                  |
| 18   | KP    | Luana            | 1993. május 2. (26 éves)      |               |       | Hwacheon KSPO                    |
| 19   | CS    | Ludmila          | 1994. december 11. (24 éves)  |               |       | Atlético Madrid                  |
| 20   | CS    | Raquel Fernandes | 1991. március 21. (28 éves)   |               |       | Sporting Huelva                  |
| 21   | V     | Mônica           | 1987. április 21. (32 éves)   |               |       | Corinthians                      |
| 22   | K     | Letícia Izidoro  | 1994. augusztus 13. (24 éves) |               |       | Corinthians                      |
| 23   | CS    | Geyse            | 1998. március 27. (21 éves)   |               |       | Benfica                          |

### Olaszország
Szövetségi kapitány: Milena Bertolini
| Szám | Poszt | Név                   | Születési dátum / Kor         | Válogatottság | Gólok | Klub            |
| ---- | ----- | --------------------- | ----------------------------- | ------------- | ----- | --------------- |
| 1    | K     | Laura Giuliani        | 1993. június 6. (26 éves)     | 35            | 0     | Juventus        |
| 2    | KP    | Valentina Bergamaschi | 1997. január 22. (22 éves)    | 15            | 3     | Milan           |
| 3    | V     | Sara Gama             | 1989. március 27. (30 éves)   | 96            | 5     | Juventus        |
| 4    | KP    | Aurora Galli          | 1996. december 13. (22 éves)  | 23            | 1     | Juventus        |
| 5    | V     | Elena Linari          | 1994. április 15. (25 éves)   | 29            | 0     | Atlético Madrid |
| 6    | KP    | Martina Rosucci       | 1992. május 9. (27 éves)      | 36            | 1     | Juventus        |
| 7    | V     | Alia Guagni           | 1987. október 1. (31 éves)    | 62            | 5     | Fiorentina      |
| 8    | KP    | Alice Parisi          | 1990. december 11. (28 éves)  | 46            | 5     | Fiorentina      |
| 9    | CS    | Daniela Sabatino      | 1985. június 26. (33 éves)    | 46            | 21    | Milan           |
| 10   | CS    | Cristiana Girelli     | 1990. április 23. (29 éves)   | 52            | 28    | Juventus        |
| 11   | KP    | Barbara Bonansea      | 1991. június 13. (27 éves)    | 49            | 17    | Juventus        |
| 12   | K     | Chiara Marchitelli    | 1985. május 4. (34 éves)      | 40            | 0     | Florentia       |
| 13   | V     | Elisa Bartoli         | 1991. május 7. (28 éves)      | 46            | 1     | Roma            |
| 14   | CS    | Stefania Tarenzi      | 1988. február 29. (31 éves)   | 3             | 1     | ChievoVerona    |
| 15   | KP    | Annamaria Serturini   | 1998. május 13. (21 éves)     | 0             | 0     | Roma            |
| 16   | V     | Laura Fusetti         | 1990. október 8. (28 éves)    | 0             | 0     | Milan           |
| 17   | V     | Lisa Boattin          | 1997. május 3. (22 éves)      | 11            | 0     | Juventus        |
| 18   | CS    | Ilaria Mauro          | 1988. május 22. (31 éves)     | 25            | 8     | Fiorentina      |
| 19   | CS    | Valentina Giacinti    | 1994. január 2. (25 éves)     | 20            | 3     | Milan           |
| 20   | V     | Linda Tucceri         | 1991. április 4. (28 éves)    | 8             | 1     | Milan           |
| 21   | KP    | Valentina Cernoia     | 1991. június 22. (27 éves)    | 31            | 6     | Juventus        |
| 22   | K     | Rosalia Pipitone      | 1985. augusztus 3. (33 éves)  | 3             | 0     | Roma            |
| 23   | KP    | Manuela Giugliano     | 1997. augusztus 18. (21 éves) | 21            | 3     | Milan           |

### Jamaica
Szövetségi kapitány: Hue Menzies
| Szám | Poszt | Név                    | Születési dátum / Kor          | Válogatottság | Gólok | Klub                     |
| ---- | ----- | ---------------------- | ------------------------------ | ------------- | ----- | ------------------------ |
| 1    | K     | Sydney Schneider       | 1999. augusztus 31. (19 éves)  | 11            | 0     | UNC Wilmington Seahawks  |
| 2    | V     | Lauren Silver          | 1993. március 22. (26 éves)    | 19            | 1     | Trondheims-Ørn           |
| 3    | KP    | Chanel Hudson-Marks    | 1997. szeptember 14. (21 éves) | 4             | 0     | Memphis Tigers           |
| 4    | V     | Chantelle Swaby        | 1998. augusztus 6. (20 éves)   | 10            | 0     | Rutgers Scarlet Knights  |
| 5    | V     | Konya Plummer          | 1997. augusztus 2. (21 éves)   | 17            | 1     | UCF Knights              |
| 6    | KP    | Havana Solaun          | 1993. március 23. (26 éves)    | 2             | 0     | Klepp                    |
| 7    | KP    | Chinyelu Asher         | 1993. május 20. (26 éves)      | 23            | 3     | Stabæk                   |
| 8    | KP    | Ashleigh Shim          | 1993. november 11. (25 éves)   | 6             | 1     | csapat nélkül            |
| 9    | KP    | Marlo Sweatman         | 1994. december 1. (24 éves)    | 14            | 3     | St. Mihály               |
| 10   | CS    | Jody Brown             | 2002. április 16. (17 éves)    | 13            | 8     | Montverde Academy        |
| 11   | CS    | Khadija Shaw           | 1997. január 31. (22 éves)     | 22            | 31    | Tennessee Volunteers     |
| 12   | KP    | Sashana Campbell       | 1991. március 2. (28 éves)     | 9             | 2     | Maccabi Kishronot Hadera |
| 13   | K     | Nicole McClure         | 1989. november 16. (29 éves)   | 10            | 0     | Sion Swifts              |
| 14   | V     | Deneisha Blackwood     | 1997. március 7. (22 éves)     | 14            | 2     | West Florida Argonauts   |
| 15   | CS    | Tiffany Cameron        | 1991. október 16. (27 éves)    | 3             | 0     | Stabæk                   |
| 16   | V     | Dominique Bond-Flasza  | 1996. szeptember 11. (22 éves) | 17            | 2     | PSV                      |
| 17   | V     | Allyson Swaby          | 1996. október 3. (22 éves)     | 10            | 0     | Roma                     |
| 18   | KP    | Trudi Carter           | 1994. november 18. (24 éves)   | 14            | 3     | Roma                     |
| 19   | V     | Toriana Patterson      | 1994. február 2. (25 éves)     | 10            | 0     | Pink Sport Time          |
| 20   | KP    | Cheyna Matthews        | 1993. november 10. (25 éves)   | 3             | 0     | Washington Spirit        |
| 21   | CS    | Olufolasade Adamolekun | 2001. február 21. (18 éves)    | 4             | 0     | United Soccer Alliance   |
| 22   | CS    | Kayla McCoy            | 1996. szeptember 3. (22 éves)  | 3             | 0     | Houston Dash             |
| 23   | K     | Yazmeen Jamieson       | 1998. március 17. (21 éves)    | 3             | 0     | Papakura City            |

## D csoport

### Argentína
Szövetségi kapitány: Carlos Borrello
| Szám | Poszt | Név                  | Születési dátum / Kor         | Válogatottság | Gólok | Klub            |
| ---- | ----- | -------------------- | ----------------------------- | ------------- | ----- | --------------- |
| 1    | K     | Vanina Correa        | 1983. augusztus 14. (35 éves) | 31            | 0     | Rosario Central |
| 2    | V     | Agustina Barroso     | 1993. május 20. (26 éves)     | 36            | 0     | Madrid CFF      |
| 3    | V     | Eliana Stábile       | 1993. november 26. (25 éves)  | 13            | 2     | Boca Juniors    |
| 4    | V     | Adriana Sachs        | 1993. december 25. (25 éves)  | 24            | 0     | UAI Urquiza     |
| 5    | KP    | Vanesa Santana       | 1990. szeptember 3. (28 éves) | 31            | 0     | Logroño         |
| 6    | V     | Aldana Cometti       | 1996. március 3. (23 éves)    | 32            | 3     | Sevilla         |
| 7    | CS    | Yael Oviedo          | 1992. május 22. (27 éves)     | 24            | 2     | Rayo Vallecano  |
| 8    | KP    | Ruth Bravo           | 1992. március 6. (27 éves)    | 18            | 1     | Tacón           |
| 9    | CS    | Sole Jaimes          | 1989. január 20. (30 éves)    | 21            | 5     | Olympique Lyon  |
| 10   | KP    | Estefanía Banini     | 1990. június 21. (28 éves)    | 32            | 9     | Levante         |
| 11   | KP    | Florencia Bonsegundo | 1993. július 14. (25 éves)    | 34            | 10    | Sporting Huelva |
| 12   | K     | Gabriela Garton      | 1990. május 27. (29 éves)     | 2             | 0     | csapat nélkül   |
| 13   | V     | Virginia Gómez       | 1991. február 26. (28 éves)   | 8             | 0     | Rosario Central |
| 14   | KP    | Miriam Mayorga       | 1989. november 20. (29 éves)  | 9             | 0     | UAI Urquiza     |
| 15   | CS    | Belén Potassa        | 1988. december 12. (30 éves)  | 28            | 7     | UAI Urquiza     |
| 16   | KP    | Lorena Benítez       | 1998. december 3. (20 éves)   | 2             | 0     | Boca Juniors    |
| 17   | KP    | Mariela Coronel      | 1981. június 20. (37 éves)    | 34            | 2     | Granada         |
| 18   | V     | Gabriela Chávez      | 1989. április 9. (30 éves)    | 18            | 0     | River Plate     |
| 19   | KP    | Mariana Larroquette  | 1992. október 24. (26 éves)   | 36            | 8     | UAI Urquiza     |
| 20   | KP    | Dalila Ippólito      | 2002. március 24. (17 éves)   | 1             | 0     | River Plate     |
| 21   | V     | Natalie Juncos       | 1990. december 28. (28 éves)  | 6             | 0     | csapat nélkül   |
| 22   | CS    | Milagros Menéndez    | 1997. március 23. (22 éves)   | 3             | 0     | UAI Urquiza     |
| 23   | K     | Solana Pereyra       | 1999. április 5. (20 éves)    | 0             | 0     | UAI Urquiza     |

### Anglia
Szövetségi kapitány: Phil Neville
| Szám | Poszt | Név             | Születési dátum / Kor         | Válogatottság | Gólok | Klub              |
| ---- | ----- | --------------- | ----------------------------- | ------------- | ----- | ----------------- |
| 1    | K     | Karen Bardsley  | 1984. október 14. (34 éves)   | 75            | 0     | Manchester City   |
| 2    | V     | Lucy Bronze     | 1991. október 28. (27 éves)   | 67            | 7     | Olympique Lyon    |
| 3    | V     | Alex Greenwood  | 1993. szeptember 7. (25 éves) | 36            | 2     | Manchester United |
| 4    | KP    | Keira Walsh     | 1997. április 8. (22 éves)    | 15            | 0     | Manchester City   |
| 5    | V     | Steph Houghton  | 1988. április 23. (31 éves)   | 105           | 12    | Manchester City   |
| 6    | V     | Millie Bright   | 1993. augusztus 21. (25 éves) | 26            | 0     | Chelsea           |
| 7    | CS    | Nikita Parris   | 1994. március 10. (25 éves)   | 33            | 11    | Manchester City   |
| 8    | KP    | Jill Scott      | 1987. február 2. (32 éves)    | 135           | 22    | Manchester City   |
| 9    | CS    | Jodie Taylor    | 1986. május 17. (33 éves)     | 40            | 17    | Reign FC          |
| 10   | CS    | Fran Kirby      | 1993. június 29. (25 éves)    | 38            | 12    | Chelsea           |
| 11   | CS    | Toni Duggan     | 1991. július 25. (27 éves)    | 72            | 22    | Barcelona         |
| 12   | V     | Demi Stokes     | 1991. december 12. (27 éves)  | 49            | 1     | Manchester City   |
| 13   | K     | Carly Telford   | 1987. július 7. (31 éves)     | 17            | 0     | Chelsea           |
| 14   | V     | Leah Williamson | 1997. március 29. (22 éves)   | 6             | 0     | Arsenal           |
| 15   | V     | Abbie McManus   | 1993. január 14. (26 éves)    | 13            | 0     | Manchester City   |
| 16   | KP    | Jade Moore      | 1990. október 22. (28 éves)   | 45            | 1     | Reading           |
| 17   | V     | Rachel Daly     | 1991. december 6. (27 éves)   | 21            | 3     | Houston Dash      |
| 18   | CS    | Ellen White     | 1989. május 9. (30 éves)      | 81            | 28    | Birmingham City   |
| 19   | KP    | Georgia Stanway | 1999. január 3. (20 éves)     | 7             | 1     | Manchester City   |
| 20   | KP    | Karen Carney    | 1987. augusztus 1. (31 éves)  | 139           | 32    | Chelsea           |
| 21   | K     | Mary Earps      | 1993. március 7. (26 éves)    | 5             | 0     | VfL Wolfsburg     |
| 22   | CS    | Beth Mead       | 1995. május 9. (24 éves)      | 13            | 5     | Arsenal           |
| 23   | KP    | Lucy Staniforth | 1992. október 2. (26 éves)    | 9             | 2     | Birmingham City   |

### Japán
Szövetségi kapitány: Takakura Aszako
| Szám | Poszt | Név               | Születési dátum / Kor          | Válogatottság | Gólok | Klub               |
| ---- | ----- | ----------------- | ------------------------------ | ------------- | ----- | ------------------ |
| 1    | K     | Ikeda Szakiko     | 1992. szeptember 8. (26 éves)  | 14            | 0     | Urawa Red Diamonds |
| 2    | V     | Ucugi Rumi        | 1988. december 5. (30 éves)    | 113           | 6     | Reign FC           |
| 3    | V     | Szamesima Aja     | 1987. június 16. (31 éves)     | 109           | 5     | INAC Kobe Leonessa |
| 4    | V     | Kumagai Szaki     | 1990. október 17. (28 éves)    | 104           | 0     | Olympique Lyon     |
| 5    | V     | Icsisze Nana      | 1997. augusztus 4. (21 éves)   | 16            | 0     | Vegalta Sendai     |
| 6    | KP    | Szugita Hina      | 1997. január 31. (22 éves)     | 7             | 0     | INAC Kobe Leonessa |
| 7    | KP    | Nakadzsima Emi    | 1990. szeptember 27. (28 éves) | 70            | 14    | INAC Kobe Leonessa |
| 8    | CS    | Ivabucsi Mana     | 1993. március 18. (26 éves)    | 61            | 20    | INAC Kobe Leonessa |
| 9    | CS    | Szugaszava Juika  | 1990. október 5. (28 éves)     | 63            | 18    | Urawa Red Diamonds |
| 10   | KP    | Szakagucsi Mizuho | 1987. október 15. (31 éves)    | 124           | 29    | Nippon TV Beleza   |
| 11   | CS    | Kobajasi Rikako   | 1997. július 21. (21 éves)     | 5             | 2     | Nippon TV Beleza   |
| 12   | V     | Minami Moeka      | 1998. december 7. (20 éves)    | 5             | 0     | Urawa Red Diamonds |
| 13   | KP    | Takarada Szaori   | 1999. december 27. (19 éves)   | 0             | 0     | Cerezo Osaka Sakai |
| 14   | KP    | Haszegava Jui     | 1997. január 29. (22 éves)     | 36            | 6     | Nippon TV Beleza   |
| 15   | KP    | Momiki Júka       | 1996. április 9. (23 éves)     | 25            | 8     | Nippon TV Beleza   |
| 16   | V     | Mijagava Aszato   | 1998. február 24. (21 éves)    | 5             | 0     | Nippon TV Beleza   |
| 17   | KP    | Miura Narumi      | 1997. július 3. (21 éves)      | 9             | 0     | Nippon TV Beleza   |
| 18   | K     | Jamasita Ajaka    | 1995. szeptember 29. (23 éves) | 27            | 0     | Nippon TV Beleza   |
| 19   | CS    | Endó Dzsun        | 2000. május 24. (19 éves)      | 5             | 0     | Nippon TV Beleza   |
| 20   | CS    | Jokojama Kumi     | 1993. augusztus 13. (25 éves)  | 41            | 17    | AC Nagano Parceiro |
| 21   | K     | Hirao Csika       | 1996. december 31. (22 éves)   | 2             | 0     | Albirex Niigata    |
| 22   | V     | Simizu Risza      | 1996. június 15. (22 éves)     | 24            | 0     | Nippon TV Beleza   |
| 23   | V     | Mijake Siori      | 1995. október 13. (23 éves)    | 18            | 0     | INAC Kobe Leonessa |

### Skócia
Szövetségi kapitány: Shelley Kerr
| Szám | Poszt | Név              | Születési dátum / Kor          | Válogatottság | Gólok | Klub              |
| ---- | ----- | ---------------- | ------------------------------ | ------------- | ----- | ----------------- |
| 1    | K     | Lee Alexander    | 1991. szeptember 23. (27 éves) | 17            | 0     | Glasgow City      |
| 2    | V     | Kirsty Smith     | 1994. január 6. (25 éves)      | 35            | 0     | Manchester United |
| 3    | V     | Nicola Docherty  | 1992. augusztus 23. (26 éves)  | 19            | 0     | Glasgow City      |
| 4    | V     | Rachel Corsie    | 1989. augusztus 17. (29 éves)  | 109           | 16    | Utah Royals       |
| 5    | V     | Jennifer Beattie | 1991. május 13. (28 éves)      | 124           | 22    | Manchester City   |
| 6    | KP    | Joanne Love      | 1985. december 6. (33 éves)    | 191           | 13    | Glasgow City      |
| 7    | V     | Hayley Lauder    | 1990. június 4. (29 éves)      | 99            | 9     | Glasgow City      |
| 8    | KP    | Kim Little       | 1990. június 29. (28 éves)     | 133           | 53    | Arsenal           |
| 9    | KP    | Caroline Weir    | 1995. június 20. (23 éves)     | 63            | 8     | Manchester City   |
| 10   | KP    | Leanne Crichton  | 1987. augusztus 6. (31 éves)   | 63            | 3     | Glasgow City      |
| 11   | CS    | Lisa Evans       | 1992. május 21. (27 éves)      | 78            | 17    | Arsenal           |
| 12   | K     | Shannon Lynn     | 1985. október 22. (33 éves)    | 30            | 0     | Vittsjö           |
| 13   | CS    | Jane Ross        | 1989. szeptember 18. (29 éves) | 127           | 58    | West Ham United   |
| 14   | V     | Chloe Arthur     | 1995. január 21. (24 éves)     | 19            | 0     | Birmingham City   |
| 15   | V     | Sophie Howard    | 1993. szeptember 17. (25 éves) | 14            | 1     | Reading           |
| 16   | KP    | Christie Murray  | 1990. május 3. (29 éves)       | 61            | 4     | Liverpool         |
| 17   | V     | Joelle Murray    | 1986. november 7. (32 éves)    | 48            | 1     | Hibernian         |
| 18   | CS    | Claire Emslie    | 1994. március 8. (25 éves)     | 21            | 3     | Manchester City   |
| 19   | CS    | Lana Clelland    | 1993. január 26. (26 éves)     | 25            | 3     | Fiorentina        |
| 20   | CS    | Fiona Brown      | 1995. március 31. (24 éves)    | 37            | 2     | Rosengård         |
| 21   | K     | Jenna Fife       | 1995. december 1. (23 éves)    | 4             | 0     | Hibernian         |
| 22   | CS    | Erin Cuthbert    | 1998. július 19. (20 éves)     | 30            | 10    | Chelsea           |
| 23   | KP    | Lizzie Arnot     | 1996. március 1. (23 éves)     | 26            | 2     | Manchester United |

## E csoport

### Kamerun
Szövetségi kapitány: Alain Djeumfa
| Szám | Poszt | Név                      | Születési dátum / Kor          | Válogatottság | Gólok | Klub                        |
| ---- | ----- | ------------------------ | ------------------------------ | ------------- | ----- | --------------------------- |
| 1    | K     | Annette Ngo Ndom         | 1985. június 3. (34 éves)      | 50            | 0     | Amazone FAP                 |
| 2    | V     | Christine Manie          | 1984. május 4. (35 éves)       | 63            | 10    | Nancy                       |
| 3    | CS    | Ajara Nchout             | 1993. január 12. (26 éves)     | 49            | 5     | Vålerenga                   |
| 4    | V     | Yvonne Leuko             | 1991. november 20. (27 éves)   | 29            | 0     | Strasbourg                  |
| 5    | V     | Augustine Ejangue        | 1989. január 19. (30 éves)     | 62            | 0     | Arna-Bjørnar                |
| 6    | V     | Estelle Johnson          | 1988. július 21. (30 éves)     |               |       | Sky Blue                    |
| 7    | CS    | Gabrielle Aboudi Onguéné | 1989. február 25. (30 éves)    | 58            | 17    | CSZKA Moszkva               |
| 8    | KP    | Raissa Feudjio           | 1995. szeptember 29. (23 éves) | 60            | 1     | Granadilla                  |
| 9    | CS    | Madeleine Ngono Mani     | 1983. október 16. (35 éves)    | 128           | 49    | Croix de Savoie             |
| 10   | KP    | Jeannette Yango          | 1993. június 12. (25 éves)     | 38            | 1     | Saint-Malo                  |
| 11   | V     | Aurelle Awona            | 1993. február 2. (26 éves)     | 4             | 0     | Dijon                       |
| 12   | V     | Claudine Meffometou      | 1990. július 1. (28 éves)      | 31            | 1     | Guingamp                    |
| 13   | KP    | Charlène Meyong          | 1998. november 19. (20 éves)   |               |       | Louves Miniproff de Yaoundé |
| 14   | KP    | Ninon Abena              | 1994. szeptember 5. (24 éves)  |               |       | Louves Miniproff de Yaoundé |
| 15   | V     | Ysis Sonkeng             | 1989. szeptember 20. (29 éves) |               |       | Amazone FAP                 |
| 16   | K     | Isabelle Mambingo        | 1991. április 10. (28 éves)    |               |       | Sunshine Queens             |
| 17   | CS    | Gaëlle Enganamouit       | 1992. június 9. (26 éves)      | 43            | 5     | csapat nélkül               |
| 18   | CS    | Henriette Akaba          | 1992. június 7. (27 éves)      | 38            | 0     | Beşiktaş                    |
| 19   | KP    | Marlyse Ngo Ndoumbouk    | 1985. január 3. (34 éves)      |               |       | Nancy                       |
| 20   | KP    | Genevieve Ngo Mbeleck    | 1993. március 10. (26 éves)    | 14            | 1     | Amazone FAP                 |
| 21   | CS    | Alexandra Takounda       | 2000. július 7. (18 éves)      |               |       | Eclair                      |
| 22   | CS    | Michaela Abam            | 1997. június 13. (21 éves)     |               |       | Paris FC                    |
| 23   | K     | Marthe Ongmahan          | 1992. június 12. (26 éves)     | 0             | 0     | AWA Yaoundé                 |

### Kanada
Szövetségi kapitány:  Kenneth Heiner-Møller
| Szám | Poszt | Név                | Születési dátum / Kor         | Válogatottság | Gólok | Klub                    |
| ---- | ----- | ------------------ | ----------------------------- | ------------- | ----- | ----------------------- |
| 1    | K     | Stephanie Labbé    | 1986. október 10. (32 éves)   | 61            | 0     | North Carolina Courage  |
| 2    | V     | Allysha Chapman    | 1989. január 25. (30 éves)    | 64            | 1     | Houston Dash            |
| 3    | V     | Kadeisha Buchanan  | 1995. november 5. (23 éves)   | 88            | 3     | Olympique Lyon          |
| 4    | V     | Shelina Zadorsky   | 1992. augusztus 24. (26 éves) | 52            | 1     | Orlando Pride           |
| 5    | V     | Rebecca Quinn      | 1995. augusztus 11. (23 éves) | 48            | 5     | Paris FC                |
| 6    | CS    | Deanne Rose        | 1999. március 3. (20 éves)    | 40            | 8     | Florida Gators          |
| 7    | KP    | Julia Grosso       | 2000. augusztus 29. (18 éves) | 16            | 0     | Texas Longhorns         |
| 8    | V     | Jayde Riviere      | 2001. január 22. (18 éves)    | 5             | 0     | Vancouver Whitecaps     |
| 9    | CS    | Jordyn Huitema     | 2001. május 8. (18 éves)      | 21            | 6     | Vancouver Whitecaps     |
| 10   | V     | Ashley Lawrence    | 1995. június 11. (23 éves)    | 76            | 5     | Paris Saint-Germain     |
| 11   | KP    | Desiree Scott      | 1987. július 31. (31 éves)    | 143           | 0     | Utah Royals             |
| 12   | CS    | Christine Sinclair | 1983. június 12. (35 éves)    | 282           | 181   | Portland Thorns         |
| 13   | KP    | Sophie Schmidt     | 1988. június 28. (30 éves)    | 184           | 19    | Houston Dash            |
| 14   | KP    | Gabrielle Carle    | 1998. október 12. (20 éves)   | 13            | 1     | Florida State Seminoles |
| 15   | CS    | Nichelle Prince    | 1995. február 19. (24 éves)   | 50            | 10    | Houston Dash            |
| 16   | CS    | Janine Beckie      | 1994. augusztus 20. (24 éves) | 56            | 25    | Manchester City         |
| 17   | KP    | Jessie Fleming     | 1998. március 11. (21 éves)   | 65            | 8     | UCLA Bruins             |
| 18   | K     | Kailen Sheridan    | 1995. július 16. (23 éves)    | 7             | 0     | Sky Blue                |
| 19   | CS    | Adriana Leon       | 1992. október 2. (26 éves)    | 57            | 15    | West Ham United         |
| 20   | V     | Shannon Woeller    | 1990. január 31. (29 éves)    | 20            | 0     | Eskilstuna United       |
| 21   | K     | Sabrina D’Angelo   | 1993. május 11. (26 éves)     | 6             | 0     | Vittsjö                 |
| 22   | V     | Lindsay Agnew      | 1995. március 31. (24 éves)   | 11            | 0     | Houston Dash            |
| 23   | V     | Jenna Hellstrom    | 1995. április 2. (24 éves)    | 4             | 0     | KIF Örebro              |

### Hollandia
Szövetségi kapitány: Sarina Wiegman
| Szám | Poszt | Név                    | Születési dátum / Kor         | Válogatottság | Gólok | Klub                 |
| ---- | ----- | ---------------------- | ----------------------------- | ------------- | ----- | -------------------- |
| 1    | K     | Sari van Veenendaal    | 1990. április 3. (29 éves)    | 53            | 0     | Arsenal              |
| 2    | V     | Desiree van Lunteren   | 1992. december 30. (26 éves)  | 71            | 0     | SC Freiburg          |
| 3    | V     | Stefanie van der Gragt | 1992. augusztus 16. (26 éves) | 56            | 7     | Barcelona            |
| 4    | V     | Merel van Dongen       | 1993. február 11. (26 éves)   | 27            | 1     | Real Betis           |
| 5    | V     | Kika van Es            | 1991. október 11. (27 éves)   | 58            | 0     | Ajax                 |
| 6    | V     | Anouk Dekker           | 1986. november 15. (32 éves)  | 77            | 6     | Montpellier          |
| 7    | CS    | Shanice van de Sanden  | 1992. október 2. (26 éves)    | 64            | 17    | Olympique Lyon       |
| 8    | KP    | Sherida Spitse         | 1990. május 29. (29 éves)     | 162           | 30    | Vålerenga            |
| 9    | CS    | Vivianne Miedema       | 1996. július 15. (22 éves)    | 75            | 58    | Arsenal              |
| 10   | KP    | Daniëlle van de Donk   | 1991. augusztus 5. (27 éves)  | 89            | 16    | Arsenal              |
| 11   | CS    | Lieke Martens          | 1992. december 16. (26 éves)  | 103           | 42    | Barcelona            |
| 12   | KP    | Victoria Pelova        | 1999. június 3. (20 éves)     | 3             | 0     | ADO Den Haag         |
| 13   | CS    | Renate Jansen          | 1990. december 7. (28 éves)   | 36            | 3     | Twente               |
| 14   | KP    | Jackie Groenen         | 1994. december 17. (24 éves)  | 46            | 2     | 1. FFC Frankfurt     |
| 15   | KP    | Inessa Kaagman         | 1996. április 17. (23 éves)   | 2             | 0     | Everton              |
| 16   | K     | Lize Kop               | 1998. március 17. (21 éves)   | 1             | 0     | Ajax                 |
| 17   | CS    | Ellen Jansen           | 1992. október 6. (26 éves)    | 14            | 1     | Ajax                 |
| 18   | V     | Danique Kerkdijk       | 1996. május 1. (23 éves)      | 19            | 0     | Bristol City         |
| 19   | KP    | Jill Roord             | 1997. április 22. (22 éves)   | 41            | 3     | Bayern München       |
| 20   | V     | Dominique Bloodworth   | 1995. január 17. (24 éves)    | 47            | 0     | Arsenal              |
| 21   | CS    | Lineth Beerensteyn     | 1996. október 11. (22 éves)   | 40            | 9     | Bayern München       |
| 22   | V     | Liza van der Most      | 1993. október 8. (25 éves)    | 13            | 0     | Ajax                 |
| 23   | K     | Loes Geurts            | 1986. január 12. (33 éves)    | 123           | 0     | Kopparbergs/Göteborg |

### Új-Zéland
Szövetségi kapitány:  Tom Sermanni
| Szám | Poszt | Név               | Születési dátum / Kor         | Válogatottság | Gólok | Klub                    |
| ---- | ----- | ----------------- | ----------------------------- | ------------- | ----- | ----------------------- |
| 1    | K     | Erin Nayler       | 1992. április 17. (27 éves)   | 63            | 0     | Bordeaux                |
| 2    | KP    | Ria Percival      | 1989. december 7. (29 éves)   | 141           | 14    | West Ham United         |
| 3    | V     | Anna Green        | 1990. augusztus 20. (28 éves) | 73            | 7     | Miramar Rangers         |
| 4    | V     | CJ Bott           | 1995. április 22. (24 éves)   | 17            | 1     | Vittsjö                 |
| 5    | V     | Meikayla Moore    | 1996. június 4. (23 éves)     | 37            | 3     | MSV Duisburg            |
| 6    | V     | Rebekah Stott     | 1993. június 17. (25 éves)    | 73            | 4     | Avaldsnes               |
| 7    | V     | Ali Riley         | 1987. október 30. (31 éves)   | 125           | 1     | Chelsea                 |
| 8    | V     | Abby Erceg        | 1989. november 20. (29 éves)  | 137           | 6     | North Carolina Courage  |
| 9    | CS    | Emma Kete         | 1987. szeptember 1. (31 éves) | 51            | 3     | csapat nélkül           |
| 10   | KP    | Annalie Longo     | 1991. július 1. (27 éves)     | 115           | 15    | csapat nélkül           |
| 11   | CS    | Sarah Gregorius   | 1987. augusztus 6. (31 éves)  | 93            | 34    | Miramar Rangers         |
| 12   | KP    | Betsy Hassett     | 1990. augusztus 4. (28 éves)  | 113           | 13    | KR Reykjavik            |
| 13   | CS    | Rosie White       | 1993. június 6. (26 éves)     | 101           | 24    | csapat nélkül           |
| 14   | KP    | Katie Bowen       | 1994. április 15. (25 éves)   | 61            | 3     | Utah Royals             |
| 15   | V     | Sarah Morton      | 1998. augusztus 28. (20 éves) | 6             | 1     | Western Springs         |
| 16   | KP    | Katie Duncan      | 1988. február 1. (31 éves)    | 122           | 1     | Onehunga Sports         |
| 17   | CS    | Hannah Wilkinson  | 1992. május 28. (27 éves)     | 89            | 25    | csapat nélkül           |
| 18   | V     | Stephanie Skilton | 1994. október 27. (24 éves)   | 9             | 0     | Papakura City           |
| 19   | CS    | Paige Satchell    | 1998. április 13. (21 éves)   | 13            | 1     | Three Kings United      |
| 20   | KP    | Daisy Cleverley   | 1997. április 30. (22 éves)   | 8             | 2     | California Golden Bears |
| 21   | K     | Victoria Esson    | 1991. március 6. (28 éves)    | 3             | 0     | Avaldsnes               |
| 22   | KP    | Olivia Chance     | 1993. október 5. (25 éves)    | 13            | 0     | Everton                 |
| 23   | K     | Nadia Olla        | 2000. február 7. (19 éves)    | 1             | 0     | Western Springs         |

## F csoport

### Chile
Szövetségi kapitány: José Letelier
| Szám | Poszt | Név                | Születési dátum / Kor          | Válogatottság | Gólok | Klub                 |
| ---- | ----- | ------------------ | ------------------------------ | ------------- | ----- | -------------------- |
| 1    | K     | Christiane Endler  | 1991. július 23. (27 éves)     | 21            | 0     | Paris Saint-Germain  |
| 2    | V     | Rocío Soto         | 1993. szeptember 21. (25 éves) | 13            | 2     | Zaragoza             |
| 3    | V     | Carla Guerrero     | 1987. december 23. (31 éves)   | 15            | 4     | Rayo Vallecano       |
| 4    | KP    | Francisca Lara     | 1990. július 29. (28 éves)     | 23            | 9     | Sevilla              |
| 5    | V     | Valentina Díaz     | 2001. március 30. (18 éves)    | 2             | 0     | Colo-Colo            |
| 6    | KP    | Claudia Soto       | 1993. július 6. (25 éves)      | 15            | 0     | Santos               |
| 7    | CS    | María José Rojas   | 1987. december 17. (31 éves)   | 21            | 12    | Slavia Praha         |
| 8    | KP    | Karen Araya        | 1990. október 16. (28 éves)    | 21            | 6     | Sevilla              |
| 9    | CS    | María José Urrutia | 1993. december 17. (25 éves)   | 7             | 0     | 3B da Amazônia       |
| 10   | CS    | Yanara Aedo        | 1993. augusztus 5. (25 éves)   | 20            | 9     | Valencia             |
| 11   | KP    | Yessenia López     | 1990. október 20. (28 éves)    | 21            | 3     | Sporting Huelva      |
| 12   | K     | Natalia Campos     | 1992. január 12. (27 éves)     | 3             | 0     | Universidad Católica |
| 13   | CS    | Javiera Grez       | 2000. július 11. (18 éves)     | 9             | 1     | Curicó Unido         |
| 14   | KP    | Daniela Pardo      | 1988. szeptember 5. (30 éves)  | 5             | 0     | Santiago Morning     |
| 15   | V     | Su Helen Galaz     | 1991. május 27. (28 éves)      | 11            | 0     | Zaragoza             |
| 16   | KP    | Ana Gutiérrez      | 1996. június 20. (22 éves)     | 4             | 0     | Cáceres              |
| 17   | V     | Javiera Toro       | 1998. április 22. (21 éves)    | 3             | 0     | Santiago Morning     |
| 18   | V     | Camila Sáez        | 1994. október 17. (24 éves)    | 21            | 3     | Rayo Vallecano       |
| 19   | CS    | Yessenia Huenteo   | 1992. október 30. (26 éves)    | 16            | 1     | Cáceres              |
| 20   | CS    | Daniela Zamora     | 1990. november 13. (28 éves)   | 11            | 0     | Universidad de Chile |
| 21   | CS    | Rosario Balmaceda  | 1999. március 23. (20 éves)    | 4             | 0     | Colo-Colo            |
| 22   | KP    | Elisa Durán        | 2002. január 16. (17 éves)     | 0             | 0     | Colo-Colo            |
| 23   | K     | Ryann Torrero      | 1990. szeptember 1. (28 éves)  | 0             | 0     | csapat nélkül        |

### Svédország
Szövetségi kapitány: Peter Gerhardsson
| Szám | Poszt | Név                 | Születési dátum / Kor          | Válogatottság | Gólok | Klub                 |
| ---- | ----- | ------------------- | ------------------------------ | ------------- | ----- | -------------------- |
| 1    | K     | Hedvig Lindahl      | 1983. április 29. (36 éves)    | 158           | 0     | Chelsea              |
| 2    | V     | Jonna Andersson     | 1993. január 2. (26 éves)      | 41            | 0     | Chelsea              |
| 3    | V     | Linda Sembrant      | 1987. május 15. (32 éves)      | 110           | 8     | Montpellier          |
| 4    | V     | Hanna Glas          | 1993. április 16. (26 éves)    | 22            | 0     | Paris Saint-Germain  |
| 5    | V     | Nilla Fischer       | 1984. augusztus 2. (34 éves)   | 176           | 23    | Wolfsburg            |
| 6    | V     | Magdalena Eriksson  | 1993. szeptember 8. (25 éves)  | 49            | 5     | Chelsea              |
| 7    | CS    | Madelen Janogy      | 1995. november 12. (23 éves)   | 4             | 1     | Piteå                |
| 8    | KP    | Lina Hurtig         | 1995. szeptember 15. (23 éves) | 18            | 3     | Linköpings           |
| 9    | KP    | Kosovare Asllani    | 1989. július 29. (29 éves)     | 127           | 32    | Linköpings           |
| 10   | CS    | Sofia Jakobsson     | 1990. április 23. (29 éves)    | 101           | 17    | Montpellier          |
| 11   | CS    | Stina Blackstenius  | 1996. február 5. (23 éves)     | 44            | 10    | Linköpings           |
| 12   | K     | Jennifer Falk       | 1993. április 26. (26 éves)    | 0             | 0     | Kopparbergs/Göteborg |
| 13   | V     | Amanda Ilestedt     | 1993. január 17. (26 éves)     | 26            | 2     | Turbine Potsdam      |
| 14   | KP    | Julia Roddar        | 1992. február 16. (27 éves)    | 6             | 0     | Kopparbergs/Göteborg |
| 15   | V     | Nathalie Björn      | 1997. május 4. (22 éves)       | 9             | 2     | Rosengård            |
| 16   | CS    | Julia Zigiotti Olme | 2019. július 6. (-22 éves)     | 7             | 0     | Kopparbergs/Göteborg |
| 17   | KP    | Caroline Seger      | 1985. március 19. (34 éves)    | 193           | 27    | Rosengård            |
| 18   | CS    | Fridolina Rolfö     | 1993. november 24. (25 éves)   | 35            | 8     | Bayern München       |
| 19   | KP    | Anna Anvegård       | 2019. július 6. (-23 éves)     | 9             | 1     | Växjö                |
| 20   | CS    | Mimmi Larsson       | 1994. április 9. (25 éves)     | 20            | 6     | Linköpings           |
| 21   | K     | Zećira Mušović      | 1996. május 26. (23 éves)      | 2             | 0     | Rosengård            |
| 22   | CS    | Olivia Schough      | 1991. március 11. (28 éves)    | 72            | 9     | Djurgården           |
| 23   | KP    | Elin Rubensson      | 1993. május 11. (26 éves)      | 63            | 2     | Kopparbergs/Göteborg |

### Thaiföld
Szövetségi kapitány: Nuengrutai Srathongvian
| Szám | Poszt | Név                      | Születési dátum / Kor          | Válogatottság | Gólok | Klub                    |
| ---- | ----- | ------------------------ | ------------------------------ | ------------- | ----- | ----------------------- |
| 1    | K     | Waraporn Boonsing        | 1990. február 16. (29 éves)    |               |       | Bundit Asia             |
| 2    | V     | Kanjanaporn Saengkoon    | 1996. július 18. (22 éves)     |               |       | Bundit Asia             |
| 3    | V     | Natthakarn Chinwong      | 1992. március 15. (27 éves)    |               |       | Bundit Asia             |
| 4    | V     | Duangnapa Sritala        | 1986. február 4. (33 éves)     |               |       | Bangkok                 |
| 5    | V     | Ainon Phancha            | 1992. január 26. (27 éves)     |               |       | Chonburi Sriprathum     |
| 6    | KP    | Pikul Khueanpet          | 1988. szeptember 20. (30 éves) |               |       | Bundit Asia             |
| 7    | KP    | Silawan Intamee          | 1994. január 22. (25 éves)     |               |       | Chonburi Sriprathum     |
| 8    | CS    | Suchawadee Nildhamrong   | 1997. április 1. (22 éves)     |               |       | California Golden Bears |
| 9    | V     | Warunee Phetwiset        | 1990. december 13. (28 éves)   |               |       | Chonburi Sriprathum     |
| 10   | V     | Sunisa Srangthaisong     | 1988. május 6. (31 éves)       |               |       | Bundit Asia             |
| 11   | KP    | Sudarat Chucheun         | 1997. június 19. (21 éves)     |               |       | Sisaket                 |
| 12   | KP    | Rattikan Thongsombut     | 1991. július 7. (27 éves)      |               |       | Bundit Asia             |
| 13   | CS    | Orathai Srimanee         | 1988. június 12. (30 éves)     |               |       | Bundit Asia             |
| 14   | CS    | Saowalak Pengngam        | 1996. november 30. (22 éves)   |               |       | Chonburi Sriprathum     |
| 15   | KP    | Orapin Waenngoen         | 1995. október 7. (23 éves)     |               |       | Bundit Asia             |
| 16   | V     | Khwanrudi Saengchan      | 1991. május 16. (28 éves)      |               |       | Bundit Asia             |
| 17   | CS    | Taneekarn Dangda         | 1992. december 15. (26 éves)   |               |       | Bangkok                 |
| 18   | K     | Sukanya Chor Charoenying | 1987. november 24. (31 éves)   |               |       | Air Force United        |
| 19   | V     | Pitsamai Sornsai         | 1989. január 19. (30 éves)     |               |       | Chonburi Sriprathum     |
| 20   | KP    | Wilaiporn Boothduang     | 1987. június 25. (31 éves)     |               |       | Bangkok                 |
| 21   | KP    | Kanjana Sungngoen        | 1986. szeptember 21. (32 éves) |               |       | Bangkok                 |
| 22   | K     | Tiffany Sornpao          | 1998. május 22. (21 éves)      |               |       | Kennesaw State Owls     |
| 23   | V     | Phornphirun Philawan     | 1999. április 8. (20 éves)     |               |       | Bundit Asia             |

### Egyesült Államok
Szövetségi kapitány: Jill Ellis
| Szám | Poszt | Név              | Születési dátum / Kor          | Válogatottság | Gólok | Klub                   |
| ---- | ----- | ---------------- | ------------------------------ | ------------- | ----- | ---------------------- |
| 1    | K     | Alyssa Naeher    | 1988. április 20. (31 éves)    | 43            | 0     | Chicago Red Stars      |
| 2    | CS    | Mallory Pugh     | 1998. április 29. (21 éves)    | 50            | 15    | Washington Spirit      |
| 3    | KP    | Sam Mewis        | 1992. október 9. (26 éves)     | 47            | 9     | North Carolina Courage |
| 4    | V     | Becky Sauerbrunn | 1985. június 6. (34 éves)      | 155           | 0     | Utah Royals            |
| 5    | V     | Kelley O'Hara    | 1988. augusztus 4. (30 éves)   | 115           | 2     | Utah Royals            |
| 6    | KP    | Morgan Brian     | 1993. február 26. (26 éves)    | 82            | 6     | Chicago Red Stars      |
| 7    | V     | Abby Dahlkemper  | 1993. május 13. (26 éves)      | 37            | 0     | North Carolina Courage |
| 8    | KP    | Julie Ertz       | 1992. április 6. (27 éves)     | 79            | 18    | Chicago Red Stars      |
| 9    | KP    | Lindsey Horan    | 1994. május 26. (25 éves)      | 66            | 8     | Portland Thorns        |
| 10   | CS    | Carli Lloyd      | 1982. július 16. (36 éves)     | 271           | 107   | Sky Blue               |
| 11   | V     | Ali Krieger      | 1984. július 28. (34 éves)     | 99            | 1     | Orlando Pride          |
| 12   | V     | Tierna Davidson  | 1998. szeptember 19. (20 éves) | 19            | 1     | Chicago Red Stars      |
| 13   | CS    | Alex Morgan      | 1989. július 2. (29 éves)      | 160           | 101   | Orlando Pride          |
| 14   | V     | Emily Sonnett    | 1993. november 25. (25 éves)   | 31            | 0     | Portland Thorns        |
| 15   | CS    | Megan Rapinoe    | 1985. július 5. (33 éves)      | 150           | 44    | Reign FC               |
| 16   | KP    | Rose Lavelle     | 1995. május 14. (24 éves)      | 24            | 6     | Washington Spirit      |
| 17   | CS    | Tobin Heath      | 1988. május 29. (31 éves)      | 147           | 28    | Portland Thorns        |
| 18   | K     | Ashlyn Harris    | 1985. október 19. (33 éves)    | 21            | 0     | Orlando Pride          |
| 19   | V     | Crystal Dunn     | 1992. július 3. (26 éves)      | 83            | 24    | North Carolina Courage |
| 20   | KP    | Allie Long       | 1987. augusztus 13. (31 éves)  | 42            | 6     | Reign FC               |
| 21   | K     | Adrianna Franch  | 1990. november 12. (28 éves)   | 1             | 0     | Portland Thorns        |
| 22   | CS    | Jessica McDonald | 1988. február 28. (31 éves)    | 7             | 2     | North Carolina Courage |
| 23   | CS    | Christen Press   | 1988. december 29. (30 éves)   | 113           | 47    | Utah Royals            |

## Statisztikák

### Résztvevők bajnokságok szerint
| Ország           | Játékosok száma | Egyéb válogatott |
| ---------------- | --------------- | ---------------- |
| Egyesült Államok | 73              | 48               |
| Spanyolország    | 52              | 32               |
| Franciaország    | 50              | 30               |
| Anglia           | 49              | 31               |
| Németország      | 33              | 12               |
| Svédország       | 32              | 18               |
| Norvégia         | 28              | 12               |
| Olaszország      | 27              | 5                |
| Kína             | 27              | 5                |

### Résztvevők klubok szerint
| Klub                             | Játékos |
| -------------------------------- | ------- |
| Barcelona                        | 15      |
| Olympique Lyon                   | 14      |
| Chelsea                          | 12      |
| Manchester City                  | 12      |
| Incheon Hyundai Steel Red Angels | 11      |
| Bayern München                   | 10      |
| Nippon TV Beleza                 | 10      |
| Bundit Asia                      | 10      |